# 猫神やおよろず
『猫神やおよろず』（ねこがみやおよろず）は、FLIPFLOPsによる日本の漫画作品。『チャンピオンRED いちご』（秋田書店）にて2007年2号から2012年33号まで連載された。
2009年にEDGE RECORDSよりドラマCD化されている。また、2010年12月1日にテレビアニメ化が決定し、2011年7月から9月まで放送された。2012年3月21日にOVAが発売。

## あらすじ
21世紀の世にも神様はたくさんいた。猫神の繭と神界の仲間達がおくる、ご町内神様コメディ。

## 登場人物
声優はドラマCD版 / テレビアニメ版の順となる。声優が1人だけの表記の場合はテレビアニメ版のみ。

### 主要登場人物
繭（まゆ）
声 - 釘宮理恵 / 戸松遥
忘れられた物と記憶を守護する猫神の少女。一人称は｢わし｣で、物言いはやや古風。
ボーイッシュな風貌をしているためか、時々男と間違えられる。
神界で問題を起こしたために、母親から神力を剥奪された上に実家の高天原から追放の身となった。
柚子の家に居候しており、毎日ゲームの怠惰な生活を送っていた。
作中では自分のとった行動が原因でよく厄介事を起こすトラブルメーカーだが、誰かのために協力をするという情のある一面も見せる。
神力を剥奪されているために大したことはできないが、巻物を使って無くし物を探すことや目的地にワープするという程度のことはできる。
5巻最後で、蔵守になるため、追放解除の上、剥奪された神力を取り戻し、柚子の家を出ている。
古宮柚子（こみや ゆず）
声 - 中原麻衣 / 堀江由衣
万屋「八百万堂」の若女将。薄紫色の髪に、後頭部や腰の濃紫色の大きなリボン。薄い緑色と白いエプロン付の和洋折衷なフリルを身に纏う。
家庭的でしっかり者。その性格から繭をはじめ多くの神から慕われている。幼少期に両親を事故で亡くし、その後は「お師匠様」とよぶ祖父の下で骨董品の目利きを学び、店を継いだ。若いながらも骨董を見抜く目は高い。
一部「小宮」との誤植がある。
正倉院笹鳴（しょうそういん ささな）
声 - 沢城みゆき / 茅野愛衣
繭と同じ猫神の少女で、彼女とは幼馴染。幼少の頃、彼女と繭の父親二人が互いの子の性別を「男」と勘違いしたため、勝手に許婚の証文を作ったことにより繭と許婚の関係になってしまっているが笹鳴自身はまんざらでもない様子。メイ子とは普段から何かと張り合う仲。巨大木刀の「めかじき」を武器とする。
メイ子（メイこ）
声 - 水橋かおり / 竹達彩奈
大黒天の孫娘。ツンデレなお嬢様。幼少期に周囲から孤立していた際声をかけてくれた繭に好意を抱く。笹鳴とは普段から何かと張り合う仲。「打ち出の小槌」を使って、雷を操ることができる。

### 八百万の神々
芳乃（よしの）
声 - 斎藤千和 / MAKO
桜神の少女。たまに八百万堂に遊びに来ている。非常に気弱で臆病。桜を咲かせる灰が入った壺を所持している。
ゴン太（ゴンた）
声 - 小林ゆう / 三瓶由布子
稲荷神の少年。大宮道主命（おおみやみちぬしのみこと）という名前があるらしいが、母親をはじめ周りからは「ゴン太」としか呼ばれていない。柚子に片思いを抱いているが気付いてもらえないほか、割と不遇な扱いを受けている。
しゃも
声 - 福原香織 / 豊崎愛生
貧乏神。本名天之狭霧神紗蒙（あめのさぎりのかみしゃもう）。見た目は少女だが、子ども扱いされることを嫌っている。バブル経済のガス抜きのため、各地を巡回している。その正体は財物部一級査察官。
鎮葉御前（しずはごぜん）
声 - 伊藤静 / 田中涼子
天界の大妖狐で、ゴン太の母親。賽子博打が得意。柚子にはゴン太の嫁に来て欲しいと思っている。
枕木夕楽々（まくらぎ ゆらら）
声 - 佐藤聡美 / 高垣彩陽
悪夢喰いの獏。見た目は獏に乗った少女の姿をしているが、「日本に千年住んでいる」と言っていることから、少なくとも千年以上は存在しているらしい。他人の夢の中に入ることができる。
白崎蓮美（しらさき はすみ）
声 - 下田麻美 / 同左
颶風神（ぐふうしん）の少女で、台風十六号を司っている。通称「はーちゃん」。繭のゲーム友達。可奈子の立ち上げたゲーム会社で働いている。
羽振りは良く、最新鋭のゲームを所有している
蔵菊理姫神（くらくくりひめのかみ）
声 - 高垣彩陽
月の蔵を守る猫神。おっとりとした性格。
天音（あまね）
声 - 伊藤かな恵
蔵菊理姫神の弟子の猫神。鉤爪を武器とする。元は野良猫で、多くの修行を積んで蔵守になった過去から、蔵守の仕事に対する責任感がとても強い。真面目でややツンデレ。
建速須佐之男命（たけはやすさのおのみこと）
地上を高天原の管理から開放しようと行動する神。地上の人間に対して自分からは危害を加えようとはしないが、邪魔をしようとする者には容赦がない。根の国で人の姿をした根津魅を拾い呼夜罹と名付ける。
宇迦之御魂神（うかのみたまのかみ）
穀物と農耕の女神で、ゴン太の上司に当たる。
ゴン太に神名（大宮道主命）を与えた。

### その他
灯媛（あかり）
声 - 阿川りょう / 新井里美
猫神一族屈指の女傑で、繭の母。本名は天倉守灯媛（あまのくらのもりあかりのひめ）。
神界で問題を起こした繭を神力を剥奪した上で高天原から追放していた。
玄
声 - 内藤玲
繭の父。灯媛とは対照的に娘に対して甘い。
古宮牧太郎（こみや まきたろう）
声 - 後藤ヒロキ
柚子の父。
古宮花梨（こみや かりん）
声 - 石塚さより
柚子の母。
クロエ
声 - 悠木碧 / 徳永愛
繭の幼馴染で実家のお庭番。
よく繭と一緒に屋敷を抜け出して遊びに行っていた。
実家に仕えている身であるため、繭の意にそぐわない行動を取ることもある。
賀茂雪那（かも ゆきな）
声 - 水橋かおり
漫画家兼陰陽師。PNはゆきな。式神兼アシスタントとして七人の小人と契約している。
篠崎茜（しのざき あかね）
声 - 富田麻帆
雪那の担当編集。根津魅によって意識不明の重態に陥った。
龍造寺可奈子（りゅうぞうじ かなこ）
柚子の友人。ゲーム大会に参加するために繭をゲーム好きにした。
天照大神
声 - 田中理恵
神界の一番偉い神様。
ツクヨミ
声 - 菅沼久義 / 置鮎龍太郎
月と夜と記憶を司る神様。
呼夜罹（こより）
人間の姿をした根津魅の少女。元々は本能のまま暗く冷たい記憶の欠片を齧るただの根津魅だったが、ある老女の暖かい記憶が気になり長期に渡り彼女の家に住み着いた結果、老女の記憶の中にあった少女の姿になった。根津魅を操り、人の記憶を集め人間になろうとしている。町一つ覆うような天災級の霊障を引き起こせる。集められた記憶を狙い月の蔵を襲撃し得た力によって地上を再現した町を作り柚子や友人を連れ去った。太陽と月の加護を得た繭に敗北した後、繭と柚子の思いを受けた蔵菊理姫神の言霊の力によって人間となり柚子の家に住み込む。その際「こより」という自分の名前の読みしか知らなかったので、柚子によって「紙縒」という漢字を与えられた。
遥
声 - 南條愛乃
八百万堂の常連客。
お鈴
柚子の住む街の猫を牛耳る猫叉。4年前（繭が追放されて間もない頃）ひょんなことから繭の師匠となる。
ゲーム好きであり、ゲームショップ浦島太郎に度々顔を出していた。篠と街を去る際に繭に術（主にゲーム絡み）が記述された巻物を手渡す。
篠塚祐二
ゲームショップ浦島太郎の店長。お鈴からは篠と呼ばれている。
元社長
声 - 内藤玲
スーパーいらげーやの社長。アニメ第1話で倒産し、その後職を転々とする。社長でなくなった後も元社員に慕われ続けている。
元社員
声 - 小西克幸
スーパーいらげーやの態度の悪い店員。アニメ第1話で倒産後、元社長とともに職を転々とする。
小鉄
声 - 勝杏里
怪我をして横たわっていたところを柚子に助けられた猫。その後は亡霊として廃神社を縄張りにしそこで出会った繭に柚子のことを託す。
ミケ
声 - 金元寿子
柚子が幼少期から飼っている猫。
幽霊少女
声 - 井上麻里奈
OVAに登場。廃病院の一本桜についていた桜の幽霊。桜を切ろうとする者に野球拳を挑むが、桜を通して周りの感情が読めるため今まで無敗だった。実は3年前の落雷で実際は桜は折れていた。

## 用語集
神力（しんりょく）
神の力（強さ）。神同士が神力を使って激突すると、顕界の五徳八卦が乱れ、天候が荒れるなどする。本来は神力の使用に規定があるらしい。
根津魅（ねづみ）
人間の記憶を齧る根の国の鼠。通常は日光に当たるだけで消滅する低級な存在。

## コミックス
秋田書店・チャンピオンREDコミックスより刊行。
1. 2008年5月20日発売、ISBN 978-4-253-23361-3 - 読み切り作品「大凶ちゃんとしあわせな世界」を同時収録
2. 2009年5月20日発売、ISBN 978-4-253-23362-0
3. 2010年4月20日発売、ISBN 978-4-253-23363-7
4. 2011年3月18日発売、ISBN 978-4-253-23364-4
5. 2011年9月20日発売、ISBN 978-4-253-23365-1 - 「貧乏神探偵しゃもちゃん」case #01-03を同時収録
6. 2012年10月19日発売、ISBN 978-4253233668

## ドラマCD
『猫神やおよろず 神饌音盤』
EDGE RECORDSより2009年6月24日発売（初回限定版：BNEG-1011 / 通常版：BNEG-1012）
繭キャラクターソング「不思議百景」　作詞:さっぽろももこ / 作曲:溝口哲也 / 歌:繭(釘宮理恵)　
『猫神やおよろず 神饌音盤 巻の二』
EDGE RECORDSより2009年11月25日発売
『猫神やおよろず 神饌音盤 巻の三』
EDGE RECORDSより2010年10月27日発売
『猫神やおよろず 桜フロントオーバーチェア』
チャンピオンREDいちごvol.14特別付録
『猫神やおよろず 奇縁宿縁コンテンション』
チャンピオンREDいちごvol.22特別付録
『猫神やおよろず ドラマCD 春夏秋冬スラップスティック』
ランティス/GloryHeavenより2011年9月21日発売
本作のみ、担当声優を初めアニメ版準拠のドラマCDであり、EDGE RECORDS発売の「神饌音盤」やチャンピオンREDいちご特別付録との繋がりは無い。

## テレビアニメ
2011年7月から9月まで、独立UHF局ほかにて放送された。全12話。ナレーションは菅原正志が担当。セガが制作協力をしており、作中の小道具としてメガドライブやドリームキャストなどが登場する。放映中にオンラインゲーム「メビウスオンライン」 のコラボレーションが行われ、ゲーム内に衣装がアイテム販売された。

### スタッフ
- 原作 - FLIPFLOPs（秋田書店『チャンピオンRED いちご』連載）
- 監督 - 桜井弘明
- シリーズ構成 - 待田堂子
- キャラクターデザイン・総作画監督 - 渡辺敦子
- プロップデザイン - 新野量太
- 美術監督 - 中村嘉博
- 色彩設計 - 漆戸幸子
- コンポジットディレクター - 今泉秀樹
- 編集 - 櫻井崇
- 音楽 - 安部純、武藤星児
- 音響監督 - えびなやすのり
- プロデューサー - 丸山創、石原良一、先川幸矢、和田浩一朗、山崎明日香、岡村武真、櫻井優香
- アニメーション制作 - AIC PLUS+
- 製作 - 「猫神やおよろず」製作委員会（マーベラスエンターテイメント、ポニーキャニオン、AIC、秋田書店、AT-X、創通、ランティス）

### 主題歌
オープニングテーマ「神サマといっしょ」（第1話 - 第11話、第12話ED、OVA）
作詞 - こだまさおり / 作曲・編曲 - 山元祐介 / 歌 - 繭（戸松遥）&柚子（堀江由衣）
エンディングテーマ
「Oh My God♥」（第1話 - 第6話、第8話 - 第11話、OVA）
作詞 - Tomoko Kawase / 作曲・編曲・プロデュース - Shunsaku Okuda（the brilliant green） / 歌 - 戸松遥
「やおよろず音頭」（第7話）
作詞 - こだまさおり / 作曲・編曲 - 菊谷知樹 / 歌 - 繭（戸松遥）&ゴン太（三瓶由布子）

### 各話リスト
| 話数     | サブタイトル             | 脚本     | 絵コンテ          | 演出                  | 作画監督                                           | アイキャッチイラスト |
| -------- | ------------------------ | -------- | ----------------- | --------------------- | -------------------------------------------------- | -------------------- |
| 第一話   | 貧乏神インスペクト+      | 待田堂子 | 桜井弘明          | 桜井弘明              | 渡辺敦子                                           | 大沖                 |
| 第二話   | 桜フロントオーバーチュア | 待田堂子 | 佐々木奈々子      | 佐々木奈々子          | 石丸賢一                                           | 葉庭                 |
| 第三話   | 捨て鉢デッドライン       | 髙橋龍也 | 釘宮洋            | 安藤貴史              | 澤田譲治                                           | 大出長介             |
| 第四話   | 思い出ハレーションサマー | 待田堂子 | 玉川真人          | 玉川真人              | 森島範子                                           | モタ                 |
| 第五話   | 颶風神オーバーラン       | 横谷昌宏 | 釘宮洋            | 清水一伸              | 中谷友紀子、五十内裕輔                             | よう太               |
| 第六話   | 追憶アンティキティ       | 金春智子 | 鈴木薫            | 鈴木薫                | 新野量太                                           | 日向悠二             |
| 第七話   | 寝覚月スリラーナイト     | 高橋龍也 | 小林孝志 桜井弘明 | 赤城博昭              | 杉本光司、菊池政芳                                 | ととねみぎ           |
| 第八話   | むこうぶちダイスロール   | 金春智子 | 玉川真人          | 玉川真人              | 石丸賢一                                           | 蒲焼うなぎ           |
| 第九話   | レイニーレイニー         | 高橋龍也 | 佐々木奈々子      | 佐々木奈々子 越田知明 | 中野彰子、細川修平                                 | TOKIAME              |
| 第十話   | 迷い猫オンジアース       | 待田堂子 | 鈴木薫            | 鈴木薫                | 飯飼一幸、五十内裕輔 中谷友紀子                    | あらたとしひら       |
| 第十一話 | どら猫ランアフター       | 待田堂子 | 桜井弘明          | 玉川真人              | 杉本光司、菊池政芳 藤田真弓、海保仁美 KIM YONG-SIK | 赤りんご             |
| 第十二話 | 奇縁宿縁コンテンション   | 待田堂子 | 森脇真琴          | 赤城博昭              | 新野量太、石丸賢一                                 | saxyun               |
| OVA      | お花見ゴーストバスターズ | 横谷昌宏 | 岡本英樹          | 岡本英樹              | 渡辺敦子                                           | FLIPFLOPs            |

### 放送局
| 放送地域 | 放送局     | 放送期間                | 放送日時           | 放送系列           | 備考                            |
| -------- | ---------- | ----------------------- | ------------------ | ------------------ | ------------------------------- |
| 日本全域 | AT-X       | 2011年7月9日 - 9月24日  | 土曜 8:30 - 9:00   | CS放送             | 製作委員会参加 リピート放送あり |
| 千葉県   | チバテレビ | 2011年7月12日 - 9月27日 | 火曜 25:30 - 26:00 | 独立UHF局          |                                 |
| 東京都   | TOKYO MX   | 2011年7月12日 - 9月27日 | 火曜 26:30 - 27:00 | 独立UHF局          |                                 |
| 愛知県   | テレビ愛知 | 2011年7月13日 - 9月28日 | 水曜 26:00 - 26:30 | テレビ東京系列     |                                 |
| 埼玉県   | テレ玉     | 2011年7月14日 - 9月29日 | 木曜 25:05 - 25:35 | 独立UHF局          |                                 |
| 兵庫県   | サンテレビ | 2011年7月14日 - 9月29日 | 木曜 26:05 - 26:35 | 独立UHF局          |                                 |
| 日本全域 | BS11       | 2011年7月15日 - 9月30日 | 金曜 23:00 - 23:30 | BSデジタル放送     | 『ANIME+』枠                    |
| 日本全域 | ShowTime   | 2011年7月22日 - 10月7日 | 金曜 15:00 更新    | インターネット配信 | [ 2 ]                           |

### 関連商品

#### Blu-ray / DVD
発売:マーベラスAQL、販売:ポニーキャニオン、全6巻
| 巻  | 発売日         | Blu-ray    | DVD        |
| --- | -------------- | ---------- | ---------- |
| 1   | 2011年9月21日  | PCXX-50068 | PCBX-51434 |
| 2   | 2011年10月19日 | PCXX-50069 | PCBX-51435 |
| 3   | 2011年11月16日 | PCXX-50070 | PCBX-51436 |
| 4   | 2011年12月21日 | PCXX-50071 | PCBX-51437 |
| 5   | 2012年1月18日  | PCXX-50072 | PCBX-51438 |
| 6   | 2012年2月15日  | PCXX-50073 | PCBX-51439 |
| OVA | 2012年3月21日  | PCXX-50074 | PCBX-51440 |

### OVA
『猫神やおよろず OVA』は2012年3月21日発売のOVA。発売:マーベラスAQL、販売:ポニーキャニオン。スタッフはTVシリーズと同様。春になりいつもの面々で廃病院の桜に花見に行った時に起こった話。